# Jaramillo Quemado
Jaramillo Quemado és un municipi de la província de Burgos a la comunitat autònoma de Castella i Lleó. Forma part de la Comarca de la Sierra de la Demanda. És el segon municipi amb menys població d'Espanya, després d'Illán de Vacas (6 habitants el 2008).

## Demografia
| 1991 | 1996 | 2001 | 2004 | 2008 | 2011 |
| ---- | ---- | ---- | ---- | ---- | ---- |
| 16   | 19   | 15   | 15   | 8    | 5    |